# سونيك جامب
سونيك جامب (بالإنجليزية: Sonic Jump)‏، هي لعبة فيديو بريطانية، حيث صدرت في الأسواق سنة 2005، وأعيدت الإصدار سنة 2012 والتي أنتجها شركة هارد لايت البريطانية، ونشرها شركة سيغا، حيث تعمل اللعبة على منصات الهواتف المحمولة تي موبايل وآي أو إس وأندرويد.